# 山本竜馬
山本 竜馬（やまもと りょうま、1956年11月20日 - ）は、神奈川県大和市出身の声優。

## 主な出演作品
※太字はメインキャラクター

### アニメ
- おはよう!スパンク
- 機甲艦隊ダイラガーXV（甲斐シノブ[1]）
- キャッツ♥アイ
- スペースコブラ
- ビデオ戦士レザリオン（ゴル）

### 吹き替え
- アメリカン・ヒーロー